# 李素節
李素節（り そせつ）は、唐の高宗の四男。母は蕭淑妃。中宗と睿宗の異母兄にあたる。

## 生涯
永徽2年（651年）、雍王に封ぜられ、まもなく雍州牧に任ぜられた。徐斉聃に師事して学問を受け、古い詩や賦を暗誦した。勉学にまじめにいそしんだので、高宗に愛された。のち岐州刺史に転じ、郇王に改封された。しかし母の蕭淑妃が武則天と争って死ぬと、素節は申州刺史に流された。
乾封元年（666年）、素節は病のため入朝しなくてよいとする詔が下った。素節は実は病ではなく、『忠孝論』を著して自分の考えを述べた。倉曹参軍の張柬之がこの『忠孝論』を献上すると、武則天は不愉快に思い、素節を収賄事件に連座させて鄱陽王に降格し、袁州に身柄を移した。儀鳳2年（677年）、素節は終身禁錮とされ、岳州に移された。永隆元年（680年）、岳州刺史に転じ、のちに葛王に改封された。武則天が称制すると、許王に進封され、舒州刺史となった。
載初元年（690年）、異母兄の沢王李上金とともに逮捕され、洛陽の南の龍門駅で縊り殺された後、庶人の礼で葬られた。
子の李璟・李瑛・李琪・李琬・李瓚・李瑒・李瑗・李琛・李璡ら9人は処刑されたが、李琳・李瓘・李璆・李欽古らは幼かったので、雷州に流されて幽閉された。 
中宗が復位すると、素節は生前にさかのぼって許王の封を回復し、開府儀同三司・許州刺史の位を追贈され、乾陵に陪葬された。李瓘が許王の位を継ぎ、実封400戸を受けた。

## 伝記資料
- 『旧唐書』巻八十六 列伝第三十六「許王素節伝」
- 『新唐書』巻八十一 列伝第六「許王素節伝」